# The Gambler (album)
Pour les articles homonymes, voir The Gambler.
Albums de Kenny Rogers
Love or Something Like It
(1978) Classics (avec Dottie West)
(1979)
The Gambler est un album du chanteur américain Kenny Rogers sorti le 14 novembre 1978. Ses ventes sont estimées entre 30 et 35 millions d'exemplaires,.

## Pistes
| 1. | The Gambler                             | Don Schlitz                         | 3:32 |
| 2. | I Wish That I Could Hurt That Way Again | Don Cook, Curly Putman, Rafe VanHoy | 2:55 |
| 3. | King of Oak Street                      | Alex Harvey                         | 4:55 |
| 4. | Making Music for Money                  | Harvey                              | 3:10 |
| 5. | The Hoodooin' of Miss Fannie Deberry    | Harvey                              | 4:44 |

| 1. | She Believes in Me                      | Steve Gibb             | 4:11 |
| 2. | Tennessee Bottle                        | Jimmy Ritchey          | 3:59 |
| 3. | Sleep Tight, Goodnight Man              | Sam Lober, Jeff Silbar | 2:52 |
| 4. | A Little More Like Me (The Crucifixion) | Sonny Throckmorton     | 2:47 |
| 5. | San Francisco Mabel Joy                 | Mickey Newbury         | 3:36 |
| 6. | Morgana Jones                           | Kenny Rogers           | 3:03 |

## Classements
| Classement (1979)               | Meilleure position |
| ------------------------------- | ------------------ |
| Canada Country Albums (RPM)     | 1                  |
| Canada Top Albums (RPM)         | 6                  |
| États-Unis (Billboard 200)      | 12                 |
| États-Unis (Top Country Albums) | 1                  |

| Classement (1979)               | Meilleure position |
| ------------------------------- | ------------------ |
| Canada Top Albums (RPM)         | 15                 |
| États-Unis (Billboard 200)      | 11                 |
| États-Unis (Top Country Albums) | 1                  |

| Classement (1980)               | Meilleure position |
| ------------------------------- | ------------------ |
| États-Unis (Billboard 200)      | 18                 |
| États-Unis (Top Country Albums) | 3                  |

## Certifications
| Pays                  | Certification | Ventes certifiées |
| --------------------- | ------------- | ----------------- |
| Canada (Music Canada) | 4 × Platine   | 400 000           |
| États-Unis (RIAA)     | 5 × Platine   | 5 000 000         |